# Hallenhockey-Europameisterschaft der Herren 2001
Die Hallenhockey-Europameisterschaft der Herren 2001 war die zehnte Ausgabe der Hallenhockey-Europameisterschaft der Herren. Sie fand vom 19. bis 21. Januar 2001 in Luzern in der Schweiz statt. Rekordsieger Deutschland blieb auch weiterhin einziger Europameister, Dänemark und Portugal stiegen in die „B-EM“ ab.

## Vorrunde

### Gruppe A
| Team 1      | Team 2      | Ergebnis |
| ----------- | ----------- | -------- |
| Deutschland | Portugal    | 12 : 1   |
| Spanien     | Dänemark    | 13 : 4   |
| Dänemark    | Deutschland | 3 : 11   |
| Spanien     | Portugal    | 13 : 4   |
| Dänemark    | Portugal    | 8 : 5    |
| Spanien     | Deutschland | 3 : 3    |

Tabelle
| Rang | Land        | Spiele | Tore  | Differenz | Punkte |
| ---- | ----------- | ------ | ----- | --------- | ------ |
| 1    | Deutschland | 3      | 26:7  | +19       | 7      |
| 2    | Spanien     | 3      | 29:11 | +18       | 7      |
| 3    | Dänemark    | 3      | 15:29 | −14       | 3      |
| 4    | Portugal    | 3      | 10:33 | −23       | 0      |

### Gruppe B
| Team 1     | Team 2     | Ergebnis |
| ---------- | ---------- | -------- |
| Polen      | Frankreich | 5 : 9    |
| Tschechien | Schweiz    | 5 : 10   |
| Frankreich | Schweiz    | 10 : 6   |
| Tschechien | Polen      | 3 : 8    |
| Polen      | Schweiz    | 6 : 5    |
| Frankreich | Tschechien | 4 : 4    |

Tabelle
| Rang | Land       | Spiele | Tore  | Differenz | Punkte |
| ---- | ---------- | ------ | ----- | --------- | ------ |
| 1    | Frankreich | 3      | 23:15 | +8        | 7      |
| 2    | Polen      | 3      | 19:17 | +2        | 6      |
| 3    | Schweiz    | 3      | 21:21 | +0        | 3      |
| 4    | Tschechien | 3      | 12:22 | −10       | 1      |

## Spiele um Platz 5–8
| Team 1   | Team 2     | Ergebnis |
| -------- | ---------- | -------- |
| Dänemark | Tschechien | 3 : 9    |
| Portugal | Schweiz    | 5 : 9    |

## Spiel um Platz 5
| Team 1     | Team 2  | Ergebnis |
| ---------- | ------- | -------- |
| Tschechien | Schweiz | 5 :8     |

## Spiel um Platz 7
| Team 1   | Team 2   | Ergebnis |
| -------- | -------- | -------- |
| Dänemark | Portugal | 8 : 4    |

## Halbfinale
| Team 1      | Team 2  | Ergebnis |
| ----------- | ------- | -------- |
| Deutschland | Polen   | 8 : 2    |
| Frankreich  | Spanien | 5 : 9    |

## Spiel um Platz 3
| Team 1     | Team 2 | Ergebnis |
| ---------- | ------ | -------- |
| Frankreich | Polen  | 4 : 5    |

## Finale
Im Finale konnte sich Deutschland souverän gegen Spanien mit 9:2 durchsetzen und sicherte sich somit den Europameisterschaftstitel
| Team 1      | Team 2  | Ergebnis |
| ----------- | ------- | -------- |
| Deutschland | Spanien | 9 : 2    |